# Castillo de Zhovkva
El castillo de Zhovkva (en ucraniano: Жовківський замок; en polaco: Zamek w Żółkwi) es un castillo ubicado en la ciudad de Zhovkva del óblast de Leópolis, Ucrania.

## Historia
La edad de oro del castillo Zhovkva ocurrió a finales del siglo XVII, cuando pasó por herencia a Jacobo Sobieski y luego a su hijo Juan III, un nativo de Zhovkva. Fue allí que el rey celebró su victoria en los muros de Viena. En el siglo XVIII la fachada del castillo fue decorada con las estatuas de sus propietarios: Zolkiewski, Danilewicz, Sobieski, y las familias Radziwill.
Desde finales de septiembre de 1939, el castillo fue ocupado por el Ejército Rojo, que lo convirtió en apartamentos y prisión. En junio de 1941, justo antes de la entrada de los alemanes, el NKVD fusiló a treinta y cuatro prisioneros (treinta ucranianos y cuatro polacos). El castillo sufrió graves daños durante la Segunda Guerra Mundial, tras lo cual fue reconstruido. Los trabajos de restauración se llevaron a cabo en 1972-1976. Durante la época soviética, parte del local se transfirió al parque de viviendas. De hecho, el uso del castillo como vivienda se prolongó hasta principios del siglo XXI. Desde que comenzó la restauración de 2015, el territorio y las instalaciones del castillo se encuentran ahora un museo, un despacho de abogados, células de varios partidos políticos, un centro de información turística y un baño público.

## Arquitectura
El castillo está construido de ladrillo y piedra. De planta cuadrangular con cuatro torres pentagonales de tres niveles en las esquinas, rodeado por un foso con agua no solo desde el exterior, sino también desde el exterior de la ciudad, el castillo estaba bien protegido de los ataques enemigos.